# 細田忠治郎
細田 忠治郎（ほそだ ちゅうじろう、1881年7月14日 - 1968年6月10日）は、日本の政治家。衆議院議員（2期）。

## 経歴
兵庫県多可郡松井庄村（現・多可町）生まれ。1907年、早稲田大学商科卒。農業の傍ら、松井庄村議、多可郡議、同参事会員、兵庫県参事会員となる。また、松井庄商事(株)専務理事、多可郡工業会長、兵庫県播州織工業組合、工業組合中央会、商工組合中央会各理事、兵庫県織物組合連合会、同県織物統制組合各理事長を歴任した。
1923年9月25日の兵庫県会議員選挙に多可郡選挙区から立候補して、当選した。しかし、1924年4月11日に失職した。その後、1927年9月25日に返り咲いた。1931年、1935年、1939年の選挙にも当選した。1941年12月8日から1942年12月3日まで第44代同県会議長を務めた。県議時代は政友会に所属していた。
1946年の第22回衆議院議員総選挙で兵庫1区（大選挙区制）から日本自由党公認で立候補して当選。同年4月10日に県議を辞職した。翌1947年の第23回衆議院議員総選挙において兵庫3区から民主党公認で立候補して再選。この間自由党内政部長を務めた。しかし、同年5月21日付で辞職した。以後、政界に復帰することはなかった。
このほか商工協同組合中央会兵庫県副支部長、兵庫県中小企業協同組合中央会会長、全国中小企業等協同組合中央会理事、同顧問、神戸地方裁判所調停委員となった。1968年死去。

## 栄典
- 1965年4月 - 勲四等旭日小綬章[12]